# Дивертикул

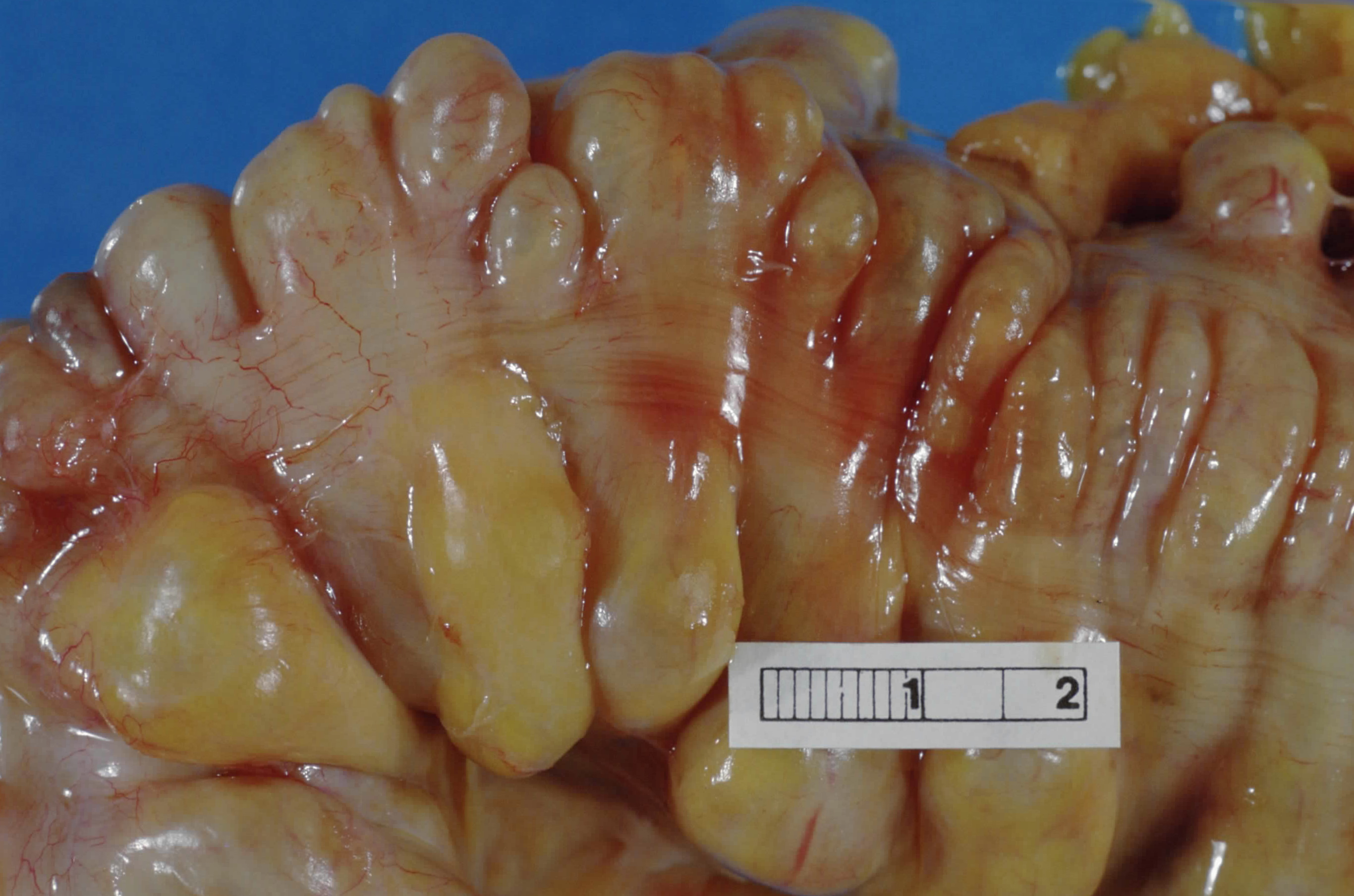
множинні дивертикули у формі маленьких, везикулярних,, неправильно розподілених виступів зсередини сигмоподібної кишки назовні. Вигляд ззовні.

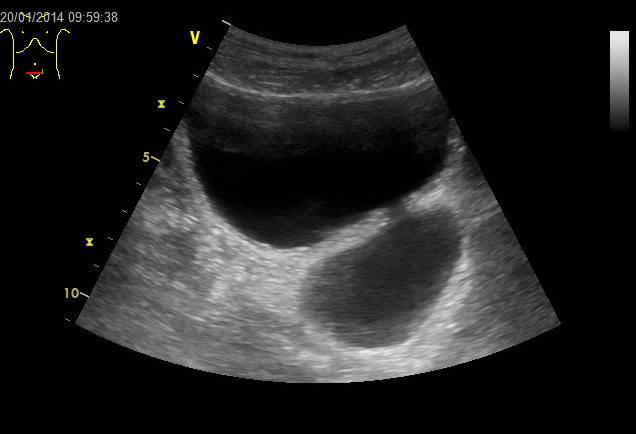
Дивертикул сечового міхура 59-річного чоловіка, на сонографії

Дивертикул — везикулярне, грушоподібне або мішкоподібне випинання стінок порожнистих органів (найчастіше кишки та стравоходу). Дивертикули виникають пренатально як нормальна стадія розвитку різних органів. Після народження, дивертикули являють собою відхилення від нормального стану організму. Однак лікування, як правило, потрібно лише при скаргах, або при виникненні ускладнень. Дивертикули утворюються зазвичай від збільшеного тиску всередині порожнистого органу, чи напруги.

## Форми та перебіг
Дивертикули найчастіше зустрічаються в товстій кишці, але можуть формуватися й в усіх інших ділянках травного тракту між глоткою і прямою кишкою. У сечовивідних шляхах можуть уражатися сечоводи, сечовий міхур або сечовипускний канал. Дивертикули зустрічаються порівняно рідко в серці. Іноді вони з'являються як «дивертикули трахеї» в ділянці трахеї.
Дивертикули можуть бути вродженими або набутими і диференціюватися за своїми формами:
- Справжній дивертикул : У справжньому дивертикулі вивертаються (випинаються) всі шари стінки. Причиною часто є тягове зусилля ззовні (так званий тяговий дивертикул). Одним із прикладів є дивертикул Меккеля в клубовій кишці.
- Псевдодивертикул (pseudodiverticulum): вип'ячування слизової та підслизової оболонки крізь дефект у м'язовому та серозному шарах (наприклад, по ходу судин). Причиною зазвичай є підвищення тиску всередині порожнистого органу в поєднанні зі слабкістю стінки (так званий пульсаційний дивертикул). Прикладами є дивертикул Ценкера глотки або дивертикул стравоходу, який виникає над діафрагмою («епіфренальний дивертикул»). Епіфренальний дивертикул часто асоціюється з дисфункцією гладкої мускулатури або грижами діфрагми.
- Дивертикули кишки загалом знаходяться в товстій кишці, особливо в сигмоподібній. Вони виникають внаслідок пролапсу слизової оболонки через «слабкі місця» в м'язовій стінці кишки, тому в основному це псевдодивертикули. Ці «слабкі місця» є фактично точками виходу або приєднання судин кишкової стінки і тому є місцем, схильним до утворення дивертикулів. Ректальні дивертикули зустрічаються вкрай рідкісно у людини, але частіше зустрічаються у собак, особливо у зв'язку з грижами промежини.[1]

При дивертикульозі знаходять одночасне випинання відносно великої кількості дивертикулів. Хоча в більшості випадків, вони не породжують жодних скарг. Тільки при дивертикуліті мова йде про запалення одного, або декількох дивертикулів.

## Дивертикули стравоходу

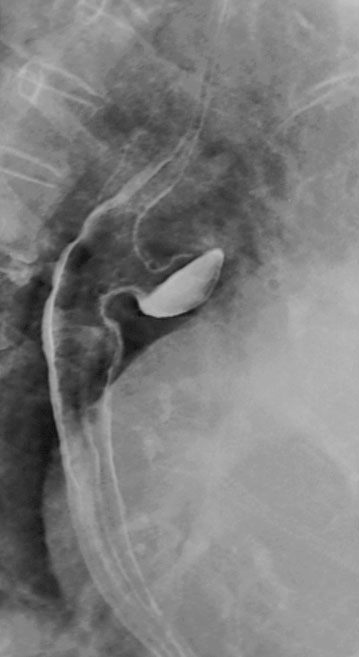
Дивертикул середньої частини стравоходу

Розрізняють такі дивертикули цього органу:
- Дивертикул Кілліана-Джеймісона
- Дивертикули шийного відділу стравоходу
- "Тракційний "та «пульсаційний» дивертикули середнього відділу стравоходу
- Псевдодивертикул Баршона
- справжній епіфренальний дивертикул

### Розмежування
Дивертикул Ценкера, (псевдодивертикул), який виникає у глотці, помилково відносять до дивертикулу стравоходу.
Інтрамуральний псевдодивертикульоз стравоходу, що може виникати при запальних захворюваннях стравоходу.

## Дивертикули у внутрішньоутробному розвитку
При нормальному перебігу внутрішньоутробного розвитку нирки, легені та тимус спочатку закладаються як дивертикули від попередніх структур.

## Ускладнення
- дивертикуліт,
- перфорація кишки,
- шлунково-кишкова кровотеча,
- утворення внутрішньочеревних абсцесів і свищів,
- набряк і спазм кишки,
- кишкова непрохідність.

## Діагностика
Вирішальним у діагностичній тактиці є:
- Оглядова рентгенографія (іригоскопія). Дозволяє виявити дилатацію кишки, ознаки кишкової непрохідності, або абсцес, що формується у вигляді м'якотканинних утворень.
- Колоноскопія — дозволяє виявити дивертикул, виключити інші види патологій, провести прицільну біопсію. Не проводиться у гострій фазі дивертикуліту, або під час кровотечі, через ризик перфорації стінки кишки.
- Комп'ютерна томографія. Дозволяє оцінити стан кишки, констатувати наявність дивертикулу, потовщення кишкової стінки, периколітичний абсцес, фістули тощо.